# Yu Zaiqing
Yu Zaiqing, né le 26 avril 1951 dans la province du Heilongjiang, est un dirigeant sportif chinois membre du Comité international olympique depuis 2000. Il est également vice-président de cette organisation de 2008 à 2012 et de 2014 à 2022.

## Biographie
Diplômé de l'université de Nankai, Yu Zaiqing rejoint le Parti communiste chinois en 1970 puis devient vice-ministre chinois de l'administration générale des sports en 2001. Il est membre du Comité international olympique (CIO) depuis 2000 et vice-président du comité d'organisation des Jeux olympiques d'été de 2008 organisés à Pékin dès 2001. Membre de la commission exécutive du CIO de 2004 à 2012, il devient en 2008 le deuxième Chinois après He Zhenliang à atteindre le poste de vice-président du CIO et le demeure jusqu'en 2012 puis de nouveau de 2014 à 2022. Yu Zaiqing occupe également le poste de vice-président du Comité olympique chinois,,.